# Caught in a Cabaret
Caught in a Cabaret (Charlot camarero) es una película de cine estadounidense con dirección y actuación de Mabel Normand y Charles Chaplin. Fue estrenada el 27 de abril de 1914.    

## Sinopsis
Mientras atraviesa un parque, Charlot encuentra a Mabel, una joven de alta sociedad, y a dos malandrines que la están asaltando, y logra ponerlos en fuga. En agradecimiento, la joven lo invita a una fiesta. Charlot, que era camarero en un café de un barrio pobre, acude haciéndose pasar por un conde. Sus barrabasadas y su vulgaridad llaman la atención pero no lo delatan. Charlot regresa a su trabajo y justo allí concurre el festejante de Mabel y rival de Charlot con algunos amigos con la ingtención de visitar un lugar para ellos desusado. Finaliza la película con un alboroto final al ser descubierta su impostura.

## Elenco
- Charles Chaplin: un camarero.
- Mabel Normand: la joven rica.
- Harry McCoy:[1] el rival.
- Chester Conklin: otro camarero.
- Edgar Kennedy: el dueño del café.
- Minta Durfee: una bailarina.
- Phyllis Allen:[2] otra bailarina.
- Josef Swickard:[3] el padre.
- Alice Davenport: la madre.
- Gordon Griffith: el muchacho.
- Alice Howell:[4] una invitada a la fiesta.
- Hank Mann:[5] el dueño del cabaret.
- Wallace MacDonald: otro invitado a la fiesta.

## Resto del reparto (actores sin acreditar)
- Dan Albert:[6] un cliente del cabaret / otro invitado a la fiesta.
- Glen Cavender:[7] el pianista.
- Nick Cogley:[8] el hombre que defiende al niño.
- Ted Edwards:[9] un cantante.
- Billy Gilbert:[10] otro cliente del cabaret.
- William Hauber:[11] el ladrón del parque.
- Bert Hunn:[12] un cliente / un sirviente de la fiesta.
- Grover Ligon:[13] el camarero.
- Gene Marsh:[14] una sirviente.
- Eva Nelson:[15] otra cliente del cabaret.
- Al St. John: otro cantante.
- Mack Swain: un cliente fastidioso / un invitado / el padre del niño.

## Crítica
Mabel Normand, que ya había escrito y dirigido comedias, compartió con Chaplin, recién llegado al cine, la dirección de esta película, que fue bien acogida por la prensa. 
Es destacable la escena en la que Charlot, con las piernas cruzadas, apoya el sombrero en el zapato para ocultar el agujero en la suela que, al igual que el resto de la película, preanuncia el contraste entre el mundo de los pobres y el de los ricos, el tema del impostor, etc. que serán elementos frecuentes en el universo chapliniano.   

## Enlaces externos

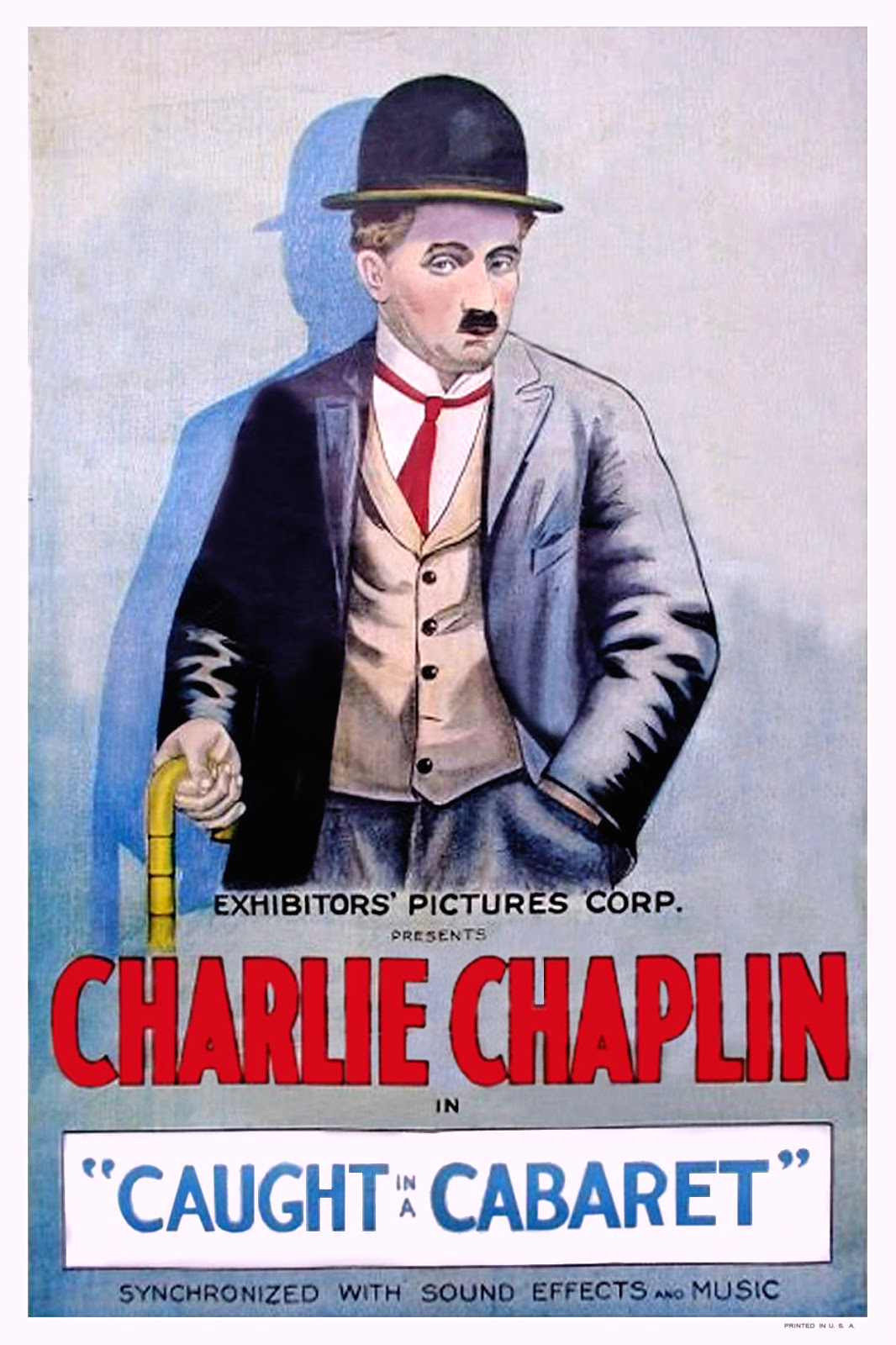
Otro cartel de la película.